# Château des Étoyères (Mayenne)

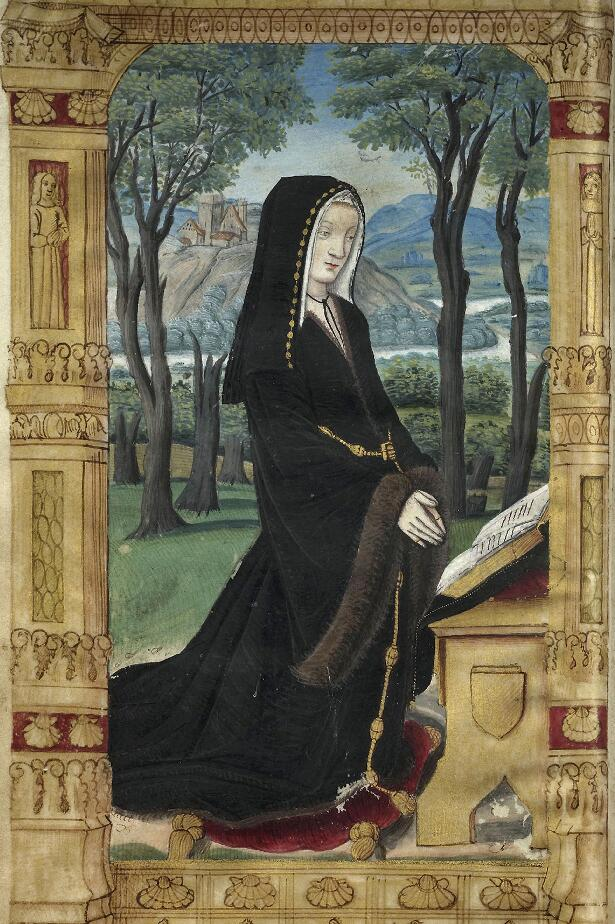
Jeanne de Laval, fille de Jean de Laval-Brée, en prière dans son livre d'heures, Musée Condé, Ms.75.

Le Château des Étoyères est un château français situé à Saint-Céneré, dans le département de la Mayenne et la région des Pays de la Loire. Il est situé sur la Jouanne. Les deux affluents de la Jouanne entre lesquels se trouve le Château sont nommés « ruissel de la Réaulté et ruissel des Voisins » en 1459. 

## Désignation
- Les Estouères, 1481 (Titres du Plessis-Buret).
- Les Estouyères, 1505.
- Les Estoyères, château, chapelle ruinée, moulin et pont sur la Jouanne (Hubert Jaillot).
- Les Estoyères, château et moulin (Carte de Cassini).

## Histoire
Il s'agissait d'un fief mouvant de Gresse, de la Chapelle-Rainsouin et de Touvoie, et incorporé à Gresse avant 1683. On mentionne en 1459 « la court et hébergement, les douves, réservoirs et colombiers, avec la justice foncière » ; la chapelle est citée plus tard. Les sujets devaient « un gastel et la chanson de la nouvelle mariée,… et le droit de pasnage de deux deniers pour les bestes porcines sevrées qui couchoient sur le fief la veille de la saint Jean ». 
« « Le château des Étoyères était une ancienne forteresse flanquée de tours rondes avec créneaux. Ses ruines laissent encore voir les meurtrières qui régnaient tout autour. Il était entouré de fossés larges et profonds avec pont-levis. La chapelle de ce fort était en vénération ; on y venait de très loin en pèlerinage. Dans une des fenêtres on remarque une peinture sur verre représentant saint Jean-Baptiste. Le dessin est d'une belle exécution et les couleurs sont très bien conservées. ». M. de Serrières, 1840. »
Le château moderne ne laisse rien soupçonner de cet état ancien.

## Sources et bibliographie
- « Château des Étoyères (Mayenne) », dans Alphonse-Victor Angot et Ferdinand Gaugain, Dictionnaire historique, topographique et biographique de la Mayenne, Laval, A. Goupil, 1900-1910 [détail des éditions] (BNF 34106789, présentation en ligne)